# Karsta Lowe
Karsta Lowe (* 2. Februar 1993 in San Diego, Kalifornien) ist eine US-amerikanische Volleyballspielerin. Sie gewann 2016 die olympische Bronzemedaille.

## Karriere
Lowe begann ihre Karriere 2011 an der University of California, Berkeley. Von 2015 bis 2016 war die Diagonalspielerin Teil der US-amerikanischen Nationalmannschaft. Sie gewann 2015 den Pan American Cup, die NORCECA-Meisterschaft sowie den World Grand Prix und 2016 bei den Olympischen Spielen in Rio de Janeiro die Bronzemedaille. Nach einer zweijährigen Pause spielt Lowe seit Mitte 2018 wieder in der Nationalmannschaft, mit der sie bei der Weltmeisterschaft in Japan Platz fünf erreichte und ein Jahr später den Pan American Cup gewann.
Seit 2015 ist Lowe auch bei verschiedenen ausländischen Vereinen aktiv. Sie spielte in Puerto Rico bei Changas de Naranjito, in Italien bei Yamamay Busto Arsizio und in China bei Peking BAW. Nach einer Pause spielt sie seit 2019 wieder in Italien, zunächst bei Imoco Volley Conegliano (2019 italienische Meisterin) und dann erneut bei Yamamay Busto Arsizio.
Lowe wurde mehrfach als „Wertvollste Spielerin (MVP)“ bzw. „Beste Diagonalspielerin“ ausgezeichnet.